# بكري الكردي
بكري الكردي (1909 - 1978) هو ملحن ومنشد سوري.

## حياته
ولد عام 1909 بجسر الشغور، وتوجه بعدها إلى حلب للتعلم. عمل مؤذنا في جامع الملخانة بحلب، وتعرف في الأربيعينيات على الشاعر حسام الدين الخطيب، حيث عملا سويا على تأليف وتلحين القدود الحلبية. عمل الكردي في إذاعة حلب عند تأسيسها عام 1949، ثم ترك العمل بعد فترة، وأصبح مؤذنا للجامع الأموي الكبير، حتى وفاته في عام 1978، ودُفن في مقبرة جبل العظام بحلب.

## من ألحانه
- آنست يا نور العيون.
- يا محمد لك اللوا والتاج.
- ابعتلي جواب.
- القلب مال للجمال.
- موشح يا فاتن الغزلان من مقام الحجاز

## أصدقاؤه وتلاميذه
على الرغم من انزواء هذا الفنان مدة طويلة من حياته وانعزاله عن الناس فإنه استطاع أن يجمع حوله كثيراً من عشاق الفن وشداته، فقد غنى له كل من نور الهدى وماري جبران وليلى حلمي وفيروز المطربة الحلبية وفاتنة وصباح فخري ومحمد خيري ومصطفى ماهر وفؤاد خانطوماني وصبري مدلل وحسن حفارمحمد امين الترمذي وآخرون كثر.